# Onthophagus pseudoplebejus
Onthophagus pseudoplebejus es una especie de insecto del género Onthophagus, familia Scarabaeidae, orden Coleoptera.

Fue descrita científicamente por Moretto en 2009.